# Sylvia Steiner
Sylvia Helena de Figueiredo Steiner (San Paolo, 19 gennaio 1953) è una giudice brasiliana della Corte penale internazionale, Divisione Preliminare.
Eletta dall'Assemblea degli Stati Parte nel Gruppo degli Stati latino americani e caraibici (GRULAC), Lista A, l'11 marzo 2003 per nove anni.